# Liste der denkmalgeschützten Objekte in Krottendorf-Gaisfeld
Die Liste der denkmalgeschützten Objekte in Krottendorf-Gaisfeld enthält die 3 denkmalgeschützten, unbeweglichen Objekte der österreichischen Gemeinde Krottendorf-Gaisfeld im steirischen Bezirk Voitsberg.

## Denkmäler
| Foto |                 | Denkmal                                                                        | Standort                                | Beschreibung | Metadaten |
| ---- | --------------- | ------------------------------------------------------------------------------ | --------------------------------------- | --- | --- |
| ja   | Datei hochladen | Ortskapelle, Messkapelle HERIS-ID: 102954 Objekt-ID: 119408                    | nahe Gaisfeld 48 Standort KG: Gaisfeld  | | BDA-Hist.: Q37792452 Status: § 2a Stand der BDA-Liste: 2025-06-30 Name: Ortskapelle, Messkapelle GstNr.: .10/3 Messkapelle Gaisfeld                                          |
| ja   | Datei hochladen | Kraftwerk Arnstein HERIS-ID: 103000 Objekt-ID: 119455                          | Krottendorf 88 Standort KG: Krottendorf | Das Kraftwerk wurde 1925 erbaut. Es besteht aus einem Krafthaus mit steilem Walmdach, Rundbogenfenster und Rundtor, einer rechtwinkelig dazu stehenden glatt verputzten Maschinenhalle und einem Verbindungsgang. | BDA-Hist.: Q17265581 Status: Bescheid Stand der BDA-Liste: 2025-06-30 Name: Kraftwerk Arnstein GstNr.: .155 Speicherkraftwerk Arnstein                                       |
| ja   | Datei hochladen | Urgeschichtliche Höhensiedlung am Wartenstein HERIS-ID: 79426 Objekt-ID: 93108 | Wartenstein Standort KG: Krottendorf    | Die prähistorische Höhensiedlung am Südsporn des Wartensteins kann der jungsteinzeitlichen Chamer Kultur zugeordnet werden.                                                                                       | BDA-Hist.: Q21037059 Status: Bescheid Stand der BDA-Liste: 2025-06-30 Name: Urgeschichtliche Höhensiedlung am Wartenstein GstNr.: 420/2, 1582/5 Höhensiedlung am Wartenstein |